# Kohei Matsushita
Kohei Matsushita (født 24. juli 1985) er en tidligere japansk fodboldspiller.
Han har spillet for flere forskellige klubber i sin karriere, herunder Júbilo Iwata og Ehime FC.